# Rezi
Rezi è un comune dell'Ungheria di 1.100 abitanti (dati 2001). È situato nella contea di Zala.